# David G. Nathan
David Gordon Nathan (* 25. Mai 1929 in Boston) ist ein führender US-amerikanischer Kinderonkologe und -hämatologe.
Nathan erwarb 1951 einen Bachelor am Harvard College und 1955 an der Harvard Medical School einen M.D. als Abschluss des Medizinstudiums. Er absolvierte seine Facharztausbildung am Peter Bent Brigham Hospital und war zwei Jahre am National Cancer Institute tätig. Ab 1963 arbeitete er am Boston Children’s Hospital, wo er 1968 als Nachfolger von Louis K. Diamond die Leitung der Abteilung für Hämatologie übernahm und von 1985 bis 1995 Chefarzt der gesamten Inneren Medizin war. Zusätzlich hatte er von 1974 bis 1985 die Leitung der Abteilungen für Kinderheilkunde und für Hämatologie/Onkologie am Dana-Farber Cancer Institute inne, dessen Präsident er wiederum von 1995 bis 2000 war. Nathan war an der Harvard Medical School Professor für Innere Medizin und für Kinderheilkunde. 2007 ging er in den Ruhestand.
Nathan machte sich um die Erforschung von Pathophysiologie, Diagnosestellung und Behandlung von Thalassämie und Sichelzellanämie verdient. Er führte Deferoxamin beziehungsweise Hydroxycarbamid zur Behandlung dieser Krankheiten ein. Gemeinsam mit Yuet Wai Kan etablierte er den ersten Pränataltest für diese Erbkrankheiten. Außerdem machte er sich um das Verständnis von Störungen der Permeabilität von Erythrozyten und um das der Erythropoese verdient. Er hat sich durch die Ausbildung „einer ganzen Generation“ von Hämatologen und Onkologen hervorgetan. Nathan hat mehr als 350 wissenschaftliche Publikationen veröffentlicht und ist Autor von drei Monografien, darunter einem Standardwerk der pädiatrischen Hämatologie und Onkologie, Nathan and Oski's Hematology of Infancy and Childhood (8. Auflage 2014 ISBN 978-1-4557-5414-4).
David G. Nathan ist seit 1951 mit Jean Louise Friedman (* 1931) verheiratet. Das Paar hat drei Kinder.

## Auszeichnungen (Auswahl)
- 1983 Mitglied der American Academy of Arts and Sciences[3]
- 1986 Präsident der American Society of Hematology
- 1990 National Medal of Science[2]
- 1995 Henry M. Stratton Medal der American Society of Hematology[4]
- 1999 Mitglied der American Philosophical Society[5]
- 2003 John Howland Award der American Pediatric Society[6][7]
- 2006 George M. Kober Medal[8]